# 4494 Marimo
4494 Marimo este un asteroid din centura principală, descoperit pe 13 octombrie 1988 de Seiji Ueda și Hiroshi Kaneda.